# Aeropuerto de Moorea
El Aeropuerto de Moorea (código IATA: MOZ) es un aeropuerto que sirve a la isla de Moorea en la Polinesia Francesa. Es también conocido como Aeropuerto Temae o Aeropuerto Moorea Temae, por su ubicación cerca del pueblo de Temae en el noreste de Moorea. El aeropuerto está situado a 7,5 kilómetros (4,0 NM) al noreste de Afareitu, el pueblo principal de la isla. Está a 15 km (8,1 NM) al oeste de la isla de Tahití. El aeropuerto fue inaugurado el 6 de octubre de 1967.

## Aerolíneas y destinos
| Aerolíneas | Destinos                                    |
| ---------- | ------------------------------------------- |
| Air Tahiti | Bora Bora, Huahine, Papeete, Raiatea Island |

## Estadísticas anuales
Estadísticas anuales del aeropuerto de Moorea:
|                   | 2005    | 2006    | 2007    | 2008    | 2009    |
| ----------------- | ------- | ------- | ------- | ------- | ------- |
| Pasajeros         | 221.888 | 228.813 | 193.033 | 135.144 | 119.602 |
| Carga (toneladas) | 25      | 30      | 35      | 36      | 32      |
| Operaciones       | 23.794  | 23.602  | 18.975  | 16.092  | 14.360  |